# Discografie van Peter Case
Peter Case is een Amerikaanse singer-songwriter en gitarist. Zijn discografie bestaat uit 12 studioalbums, 3 compilaties, 4 ep's, 11 singles en 1 tribute-album.

## Soloalbums
- 1986: Peter Case (Geffen Records)
- 1989: The Man with the Blue Post-Modern Fragmented Neo-Traditionalist Guitar (Geffen)
- 1992: Six-Pack of Love (Geffen)
- 1993: Sings Like Hell (Vanguard Records)
- 1995: Torn Again (Vanguard)
- 1998: Full Service No Waiting (Vanguard)
- 2000: Flying Saucer Blues (Vanguard)
- 2001: Thank You St. Jude (Travellin' Light) met David Perales
- 2002: Beeline (Vanguard)
- 2007: Let Us Now Praise Sleepy John (Yep Roc Records)
- 2010: Wig! (Yep Roc)
- 2015: HWY 62 (Omnivore Recordings)

## Compilaties
- 2004: Who's Gonna Go Your Crooked Mile? (Vanguard)
- 2007: Vanguard Visionaries: Peter Case (Vanguard)
- 2011: The Case Files (Alive Naturalsound Records)

## Ep's
- 1986: Steel Strings (Geffen) 12" Britse ep - Steel Strings/Old Blue Car/Steel Strings (akoestische versie)/Small Town Spree
- 1986: Selections from Peter Case (Geffen) 12" promo ep - Echo Wars/Steel Strings/Old Blue Car/I Shook His Hand (akoestische versie)/Steel Strings (akoestische versie)
- 1992: Selections From Six-Pack of Love (Geffen) cd promo ep - Dream About You/Deja Blues/Why?
- 2007: BeeSides (Vanguard) cd promo ep - Beyond The Blues/One More Mile/Watch Out (niet eerder uitgebracht)/Gone (alternatieve versie)

## Singles
- 1986: Steel Strings/Small Town Spree (Geffen)
- 1986: Old Blue Car (Geffen) promo 12"
- 1989: Put Down the Gun (Geffen) promo-cd
- 1989: Put Down The Gun/Entella Hotel (Geffen)
- 1989: Travellin' Light/Put Down the Gun (Geffen)
- 1992: Dream About You/Wonderful 99 (Geffen)
- 1997: Let Me Fall (radio edit) (Vanguard) promo
- 1998: Until the Next Time (radio edit) (Vanguard) promo
- 2000: Coulda Shoulda Woulda (Vanguard) promo
- 2002: Something's Coming (edit) (Vanguard) promo
- 2010: Live At Euclid (Euclid Records) - Dig What You're Puttin' Down/Nadine

## Tribute albums
- 2006: various artists - A Case for Case (Hungry For Music)

## Als lid vanThe Nerves
- 1976: The Nerves ep (Bomp! Records)
- 2008: One Way Ticket (Alive) - heruitgave van 1976 ep plus demo's en niet eerder uitgebrachte nummers
- 2009: Live! At The Pirate's Cove (Alive)

## Als lid van the Breakaways
- 2009: Walking out on Love (The Lost Sessions) (Bomp! / Alive)

## Als lid vanThe Plimsouls
- 1981: The Plimsouls (Planet)
- 1983: Everywhere at Once (Geffen Records)
- 1989: One Night in America (Fan Club/Oglio)
- 1998: Kool Trash (Fuel 2000 Records/Shaky City)
- 2010: Live! Beg, Borrow & Steal (Alive)
- 2012: Beach Town Confidential (Live at the Golden Bear 1983)
- 2012: Live At The Palace, Hollywood, California 11/16/85 (Kool Kat Muzik)

## Als componist

### 1979 - 1989
- 1979: The Beat - The Beat  (Columbia) - track 8, U. S. A.
- 1979: Nana Mouskouri - Roses & Sunshine (Verve Records) - track 6, Nickels and Dimes
- 1981: The Go-Go's - Beauty and The Beat (I.R.S. Records) - track 3, Tonite
- 1983: Action Now - All Your Dreams (Lolita) - track 4, This One Chance (co-written met Paula Pierce)
- 1987: Marshall Crenshaw - Mary Jean & 9 Others (Warner Bros.) - track 8, Steel Strings
- 1987: The Nomads - Hardware (Anigo) - track 1, Call Off Your Dogs (co-written met Jeffrey Lee Pierce en Steven Soles)
- 1987: The Williams Brothers - Two Stories (Warner Bros.) - track 2, Inch By Inch (co-written met Charlotte Caffey)

### 1990 - 1994
- 1990: John Wesley Harding - Here Comes The Groom (Sire Records) - track 13, Things Snowball (co-written met John Wesley Harding)
- 1991: Four Men and a Dog - Barking Mad (CBM) - track 1, Hidden Love
- 1992: Los Valendas - Turtle Friend Extended (Munster) - track 13, I Want What You Got
- 1992: Slaters - The Big Black Bug Bled Black Blood........ (Zero Hour Records) - track 11, Oldest Story In The World
- 1993: Barrence Whitfield met Tom Russell - Hillbilly Voodoo (East Side Digital Records) - track 7, Ice Water (co-written met Lightnin' Hopkins)
- 1994: Goo Goo Dolls - Hold Me Up (Metal Blade Records / Priority Records) - track 13, A Million Miles Away (co-written met Chris Fradkin en Joey Alkes)

### 1995 - 2004
- 1995: Psychotic Youth - Bamboozle! (Wolverine) - track 9, How Long Will It Take
- 1996: Bob Neuwirth - Look Up (Watermelon Records) - track 5, Beyond The Blues (co-written met Tom Russell en Bob Neuwirth); track 8, Everybody's Got A Job To Do en track 10, Traveling Light (beide songs co-written met Bob Neuwirth)
- 1997: John Prine - Live on Tour (Oh Boy Records) - track 5, Space Monkey (co-written met John Prine)
- 1998: Robert Earl Keen - Walking Distance (Arista Records) - track 2, Travelin' Light (co-written met Bob Neuwirth)
- 2001: Kevin Bowe - Love Songs & Murder Ballads (Okemah Prophets) - track 9, Coulda Shoulda Woulda - (co-written met Duane Jarvis en Kevin Bowe)
- 2003: Duane Jarvis - Delicious (Slewfoot) - track 1, Coulda Shoulda Woulda (co-written with Duane Jarvis en Kevin Bowe)

### 2005 - heden
- 2005: James McMurtry - Childish Things (Compadre) - track 9, The Old Part of Town
- 2006: Chris Smither - Leave The Light On (Signature Sounds Recordings) - track 6, Cold Trail Blues
- 2007: Ingram Hill - Cold in California (Hollywood Records) - track 4, A Million Miles Away (co-written met Chris Fradkin en Joey Alkes)
- 2010: Neverever - Angelic Swells (Slumberland Records) - track 4, Now (co-written met Chris Fradkin en Joey Alkes)
- 2010: Robert Randolph and the Family Band - We Walk This Road (Warner Bros.) - track 7, I Still Belong to Jesus; track 14, Dry Bones en track 16, I'm Not Listening (beide songs co-written met Robert Randolph, T Bone Burnett, and Tonio K.)
- 2011: Mark Winsick - Turnin' Wheel (zelf uitgebracht) - track 7, Rise and Shine (co-written met Victoria Williams)
- 2015: Dogs - Shout ! (Epic Records) - track 2, One Way Ticket

## Als producent
- 1990: Flophouse - Flophouse (Heyday Records)
- 2005: Plastic Letters - Don't Tell Your Boyfriend (Screaming Apple)
- 2011: Dead Rock West - Bright Morning Stars (Audio & Video Labs)
- 2013: Claudia Russell - All Our Luck is Changing (Radio Rhythm)
- 2014: Eva De Roovere - Chanticleer (zelf uitgebracht)
- 2014: Wayne Haught - Fingers (zelf uitgebracht)
- 2015: Bob Hillman - Lost Soul (Audio & Video Labs)

## Als primaire artiest / songbijdrager
- 1989: Fast Folk Musical Magazine: Los Angeles (Fast Folk Musical Magazine) - track 13, Punch & Socko
- 1994: various artists - Tulare Dust : A Songwriter's Tribute to Merle Haggard (HighTone Records) - track 3, A Working Man Can't Get Nowhere Today
- 2001: various artists - Avalon Blues: A Tribute to the Music of Mississippi John Hurt (Vanguard) - track 6, Monday Morning Blues (met Dave Alvin)
- 2004: various artists - Por Vida: A Tribute to the Songs of Alejandro Escovedo (Or Music) - track 1-15, The End
- 2009: various artists - Man of Somebody's Dreams: A Tribute to Chris Gaffney (Yep Roc) - track 5, Six Nights A Week
- 2010: various artists - Riding The Range: The Songs of Townes Van Zandt (Righteous) - track 9, If I Was Washington (met Stan Ridgway)
- 2013: various artists - I Am the Resurrection: a Tribute to John Fahey (Vanguard) - track 12, When The Catfish Is In Bloom
- 2013: various artists - The Del Shannon Tribute: Songwriter, Vol. 1 ([Rockbeat) - track 8, Keep Searchin' (met Carla Olson en Kelley Ryan); track 10, I Go to Pieces (met Carla Olson en Drysdales)
- 2014: various artists - Link of Chain: A Songwriters' Tribute to Chris Smither (Signature Sounds) - track 14, Caveman

## Verschijnt ook op
- 1985: The Beat Farmers - Tales of The New West (Rhino Records) - achtergrondzang op track 5, California Kid
- 1987: Leslie Phillips - The Turning (Myrrh Records) - zang
- 1988: Bob Neuwirth - Back To The Front (Gold Castle Records) - zang
- 1988: T Bone Burnett - The Talking Animals (Columbia) - zang
- 1988: Tonio K. - Notes From The Lost Civilization (A&M Records / What?) - zang
- 1990: John Wesley Harding - Here Comes The Groom (Sire) - gitaar, zang op track 13, Things Snowball
- 1992: Marvin - The Mandolin Man (Regional) - harmonica op track 11, My Ultimate Home
- 1995: The Dark Bob - An Ever Ominous Dream (MITB) - zang op track 6, He Knows What I Need
- 1997: Tonio K. - Ole (Gadfly) - zang
- 2004: The Crickets - The Crickets & Their Buddies (Sovereign Artists) - harmonica op track 3, Not Fade Away
- 2005: various artists - Walk the Line (soundtrack) (Wind-up Records) - akoestische gitaar, harmonica
- 2007: Cindy Lee Berryhill - Beloved Stranger (Populuxe) - gitaar, zang
- 2007: Bert Deivert - Takin' Sam's Advice (Gravitation) - gitaar,  zang op de track Broke and Hungry
- 2008: David Mansfield - The Guitar (soundtrack) (Lakeshore Records) - gitaar, zang
- 2013: Carla Olson - Have Harmony, Will Travel (Busted Flat) - gitaar (akoestisch, elektrisch), zang